# 1836
Portal Geschichte | Portal Biografien | Aktuelle Ereignisse | Jahreskalender | Tagesartikel

◄ |
18. Jahrhundert |
19. Jahrhundert
| 20. Jahrhundert | ►

◄ |
1800er |
1810er |
1820er |
1830er
| 1840er | 1850er | 1860er | ►

◄◄ |
◄ |
1832 |
1833 |
1834 |
1835 |
1836
| 1837 | 1838 | 1839 | 1840 | ► | ►►
Staatsoberhäupter · Wahlen · Nekrolog   · Musikjahr
| Januar | Januar | Januar | Januar | Januar | Januar | Januar | Januar |
| Kw     | Mo     | Di     | Mi     | Do     | Fr     | Sa     | So     |
| ------ | ------ | ------ | ------ | ------ | ------ | ------ | ------ |
| 53     |        |        |        |        | 1      | 2      | 3      |
| 1      | 4      | 5      | 6      | 7      | 8      | 9      | 10     |
| 2      | 11     | 12     | 13     | 14     | 15     | 16     | 17     |
| 3      | 18     | 19     | 20     | 21     | 22     | 23     | 24     |
| 4      | 25     | 26     | 27     | 28     | 29     | 30     | 31     |

| Februar | Februar | Februar | Februar | Februar | Februar | Februar | Februar |
| Kw      | Mo      | Di      | Mi      | Do      | Fr      | Sa      | So      |
| ------- | ------- | ------- | ------- | ------- | ------- | ------- | ------- |
| 5       | 1       | 2       | 3       | 4       | 5       | 6       | 7       |
| 6       | 8       | 9       | 10      | 11      | 12      | 13      | 14      |
| 7       | 15      | 16      | 17      | 18      | 19      | 20      | 21      |
| 8       | 22      | 23      | 24      | 25      | 26      | 27      | 28      |
| 9       | 29      |         |         |         |         |         |         |

| März | März | März | März | März | März | März | März |
| Kw   | Mo   | Di   | Mi   | Do   | Fr   | Sa   | So   |
| ---- | ---- | ---- | ---- | ---- | ---- | ---- | ---- |
| 9    |      | 1    | 2    | 3    | 4    | 5    | 6    |
| 10   | 7    | 8    | 9    | 10   | 11   | 12   | 13   |
| 11   | 14   | 15   | 16   | 17   | 18   | 19   | 20   |
| 12   | 21   | 22   | 23   | 24   | 25   | 26   | 27   |
| 13   | 28   | 29   | 30   | 31   |      |      |      |

| April | April | April | April | April | April | April | April |
| Kw    | Mo    | Di    | Mi    | Do    | Fr    | Sa    | So    |
| ----- | ----- | ----- | ----- | ----- | ----- | ----- | ----- |
| 13    |       |       |       |       | 1     | 2     | 3     |
| 14    | 4     | 5     | 6     | 7     | 8     | 9     | 10    |
| 15    | 11    | 12    | 13    | 14    | 15    | 16    | 17    |
| 16    | 18    | 19    | 20    | 21    | 22    | 23    | 24    |
| 17    | 25    | 26    | 27    | 28    | 29    | 30    |       |

| Mai | Mai | Mai | Mai | Mai | Mai | Mai | Mai |
| Kw  | Mo  | Di  | Mi  | Do  | Fr  | Sa  | So  |
| --- | --- | --- | --- | --- | --- | --- | --- |
| 17  |     |     |     |     |     |     | 1   |
| 18  | 2   | 3   | 4   | 5   | 6   | 7   | 8   |
| 19  | 9   | 10  | 11  | 12  | 13  | 14  | 15  |
| 20  | 16  | 17  | 18  | 19  | 20  | 21  | 22  |
| 21  | 23  | 24  | 25  | 26  | 27  | 28  | 29  |
| 22  | 30  | 31  |     |     |     |     |     |

| Juni | Juni | Juni | Juni | Juni | Juni | Juni | Juni |
| Kw   | Mo   | Di   | Mi   | Do   | Fr   | Sa   | So   |
| ---- | ---- | ---- | ---- | ---- | ---- | ---- | ---- |
| 22   |      |      | 1    | 2    | 3    | 4    | 5    |
| 23   | 6    | 7    | 8    | 9    | 10   | 11   | 12   |
| 24   | 13   | 14   | 15   | 16   | 17   | 18   | 19   |
| 25   | 20   | 21   | 22   | 23   | 24   | 25   | 26   |
| 26   | 27   | 28   | 29   | 30   |      |      |      |

| Juli | Juli | Juli | Juli | Juli | Juli | Juli | Juli |
| Kw   | Mo   | Di   | Mi   | Do   | Fr   | Sa   | So   |
| ---- | ---- | ---- | ---- | ---- | ---- | ---- | ---- |
| 26   |      |      |      |      | 1    | 2    | 3    |
| 27   | 4    | 5    | 6    | 7    | 8    | 9    | 10   |
| 28   | 11   | 12   | 13   | 14   | 15   | 16   | 17   |
| 29   | 18   | 19   | 20   | 21   | 22   | 23   | 24   |
| 30   | 25   | 26   | 27   | 28   | 29   | 30   | 31   |

| August | August | August | August | August | August | August | August |
| Kw     | Mo     | Di     | Mi     | Do     | Fr     | Sa     | So     |
| ------ | ------ | ------ | ------ | ------ | ------ | ------ | ------ |
| 31     | 1      | 2      | 3      | 4      | 5      | 6      | 7      |
| 32     | 8      | 9      | 10     | 11     | 12     | 13     | 14     |
| 33     | 15     | 16     | 17     | 18     | 19     | 20     | 21     |
| 34     | 22     | 23     | 24     | 25     | 26     | 27     | 28     |
| 35     | 29     | 30     | 31     |        |        |        |        |

| September | September | September | September | September | September | September | September |
| Kw        | Mo        | Di        | Mi        | Do        | Fr        | Sa        | So        |
| --------- | --------- | --------- | --------- | --------- | --------- | --------- | --------- |
| 35        |           |           |           | 1         | 2         | 3         | 4         |
| 36        | 5         | 6         | 7         | 8         | 9         | 10        | 11        |
| 37        | 12        | 13        | 14        | 15        | 16        | 17        | 18        |
| 38        | 19        | 20        | 21        | 22        | 23        | 24        | 25        |
| 39        | 26        | 27        | 28        | 29        | 30        |           |           |

| Oktober | Oktober | Oktober | Oktober | Oktober | Oktober | Oktober | Oktober |
| Kw      | Mo      | Di      | Mi      | Do      | Fr      | Sa      | So      |
| ------- | ------- | ------- | ------- | ------- | ------- | ------- | ------- |
| 39      |         |         |         |         |         | 1       | 2       |
| 40      | 3       | 4       | 5       | 6       | 7       | 8       | 9       |
| 41      | 10      | 11      | 12      | 13      | 14      | 15      | 16      |
| 42      | 17      | 18      | 19      | 20      | 21      | 22      | 23      |
| 43      | 24      | 25      | 26      | 27      | 28      | 29      | 30      |
| 44      | 31      |         |         |         |         |         |         |

| November | November | November | November | November | November | November | November |
| Kw       | Mo       | Di       | Mi       | Do       | Fr       | Sa       | So       |
| -------- | -------- | -------- | -------- | -------- | -------- | -------- | -------- |
| 44       |          | 1        | 2        | 3        | 4        | 5        | 6        |
| 45       | 7        | 8        | 9        | 10       | 11       | 12       | 13       |
| 46       | 14       | 15       | 16       | 17       | 18       | 19       | 20       |
| 47       | 21       | 22       | 23       | 24       | 25       | 26       | 27       |
| 48       | 28       | 29       | 30       |          |          |          |          |

| Dezember | Dezember | Dezember | Dezember | Dezember | Dezember | Dezember | Dezember |
| Kw       | Mo       | Di       | Mi       | Do       | Fr       | Sa       | So       |
| -------- | -------- | -------- | -------- | -------- | -------- | -------- | -------- |
| 48       |          |          |          | 1        | 2        | 3        | 4        |
| 49       | 5        | 6        | 7        | 8        | 9        | 10       | 11       |
| 50       | 12       | 13       | 14       | 15       | 16       | 17       | 18       |
| 51       | 19       | 20       | 21       | 22       | 23       | 24       | 25       |
| 52       | 26       | 27       | 28       | 29       | 30       | 31       |          |

| Januar | Januar | Januar | Januar | Januar | Januar | Januar | Januar |
| Kw     | Mo     | Di     | Mi     | Do     | Fr     | Sa     | So     |
| ------ | ------ | ------ | ------ | ------ | ------ | ------ | ------ |
| 53     |        |        |        |        | 1      | 2      | 3      |
| 1      | 4      | 5      | 6      | 7      | 8      | 9      | 10     |
| 2      | 11     | 12     | 13     | 14     | 15     | 16     | 17     |
| 3      | 18     | 19     | 20     | 21     | 22     | 23     | 24     |
| 4      | 25     | 26     | 27     | 28     | 29     | 30     | 31     |

| Februar | Februar | Februar | Februar | Februar | Februar | Februar | Februar |
| Kw      | Mo      | Di      | Mi      | Do      | Fr      | Sa      | So      |
| ------- | ------- | ------- | ------- | ------- | ------- | ------- | ------- |
| 5       | 1       | 2       | 3       | 4       | 5       | 6       | 7       |
| 6       | 8       | 9       | 10      | 11      | 12      | 13      | 14      |
| 7       | 15      | 16      | 17      | 18      | 19      | 20      | 21      |
| 8       | 22      | 23      | 24      | 25      | 26      | 27      | 28      |
| 9       | 29      |         |         |         |         |         |         |

| März | März | März | März | März | März | März | März |
| Kw   | Mo   | Di   | Mi   | Do   | Fr   | Sa   | So   |
| ---- | ---- | ---- | ---- | ---- | ---- | ---- | ---- |
| 9    |      | 1    | 2    | 3    | 4    | 5    | 6    |
| 10   | 7    | 8    | 9    | 10   | 11   | 12   | 13   |
| 11   | 14   | 15   | 16   | 17   | 18   | 19   | 20   |
| 12   | 21   | 22   | 23   | 24   | 25   | 26   | 27   |
| 13   | 28   | 29   | 30   | 31   |      |      |      |

| April | April | April | April | April | April | April | April |
| Kw    | Mo    | Di    | Mi    | Do    | Fr    | Sa    | So    |
| ----- | ----- | ----- | ----- | ----- | ----- | ----- | ----- |
| 13    |       |       |       |       | 1     | 2     | 3     |
| 14    | 4     | 5     | 6     | 7     | 8     | 9     | 10    |
| 15    | 11    | 12    | 13    | 14    | 15    | 16    | 17    |
| 16    | 18    | 19    | 20    | 21    | 22    | 23    | 24    |
| 17    | 25    | 26    | 27    | 28    | 29    | 30    |       |

| Mai | Mai | Mai | Mai | Mai | Mai | Mai | Mai |
| Kw  | Mo  | Di  | Mi  | Do  | Fr  | Sa  | So  |
| --- | --- | --- | --- | --- | --- | --- | --- |
| 17  |     |     |     |     |     |     | 1   |
| 18  | 2   | 3   | 4   | 5   | 6   | 7   | 8   |
| 19  | 9   | 10  | 11  | 12  | 13  | 14  | 15  |
| 20  | 16  | 17  | 18  | 19  | 20  | 21  | 22  |
| 21  | 23  | 24  | 25  | 26  | 27  | 28  | 29  |
| 22  | 30  | 31  |     |     |     |     |     |

| Juni | Juni | Juni | Juni | Juni | Juni | Juni | Juni |
| Kw   | Mo   | Di   | Mi   | Do   | Fr   | Sa   | So   |
| ---- | ---- | ---- | ---- | ---- | ---- | ---- | ---- |
| 22   |      |      | 1    | 2    | 3    | 4    | 5    |
| 23   | 6    | 7    | 8    | 9    | 10   | 11   | 12   |
| 24   | 13   | 14   | 15   | 16   | 17   | 18   | 19   |
| 25   | 20   | 21   | 22   | 23   | 24   | 25   | 26   |
| 26   | 27   | 28   | 29   | 30   |      |      |      |

| Juli | Juli | Juli | Juli | Juli | Juli | Juli | Juli |
| Kw   | Mo   | Di   | Mi   | Do   | Fr   | Sa   | So   |
| ---- | ---- | ---- | ---- | ---- | ---- | ---- | ---- |
| 26   |      |      |      |      | 1    | 2    | 3    |
| 27   | 4    | 5    | 6    | 7    | 8    | 9    | 10   |
| 28   | 11   | 12   | 13   | 14   | 15   | 16   | 17   |
| 29   | 18   | 19   | 20   | 21   | 22   | 23   | 24   |
| 30   | 25   | 26   | 27   | 28   | 29   | 30   | 31   |

| August | August | August | August | August | August | August | August |
| Kw     | Mo     | Di     | Mi     | Do     | Fr     | Sa     | So     |
| ------ | ------ | ------ | ------ | ------ | ------ | ------ | ------ |
| 31     | 1      | 2      | 3      | 4      | 5      | 6      | 7      |
| 32     | 8      | 9      | 10     | 11     | 12     | 13     | 14     |
| 33     | 15     | 16     | 17     | 18     | 19     | 20     | 21     |
| 34     | 22     | 23     | 24     | 25     | 26     | 27     | 28     |
| 35     | 29     | 30     | 31     |        |        |        |        |

| September | September | September | September | September | September | September | September |
| Kw        | Mo        | Di        | Mi        | Do        | Fr        | Sa        | So        |
| --------- | --------- | --------- | --------- | --------- | --------- | --------- | --------- |
| 35        |           |           |           | 1         | 2         | 3         | 4         |
| 36        | 5         | 6         | 7         | 8         | 9         | 10        | 11        |
| 37        | 12        | 13        | 14        | 15        | 16        | 17        | 18        |
| 38        | 19        | 20        | 21        | 22        | 23        | 24        | 25        |
| 39        | 26        | 27        | 28        | 29        | 30        |           |           |

| Oktober | Oktober | Oktober | Oktober | Oktober | Oktober | Oktober | Oktober |
| Kw      | Mo      | Di      | Mi      | Do      | Fr      | Sa      | So      |
| ------- | ------- | ------- | ------- | ------- | ------- | ------- | ------- |
| 39      |         |         |         |         |         | 1       | 2       |
| 40      | 3       | 4       | 5       | 6       | 7       | 8       | 9       |
| 41      | 10      | 11      | 12      | 13      | 14      | 15      | 16      |
| 42      | 17      | 18      | 19      | 20      | 21      | 22      | 23      |
| 43      | 24      | 25      | 26      | 27      | 28      | 29      | 30      |
| 44      | 31      |         |         |         |         |         |         |

| November | November | November | November | November | November | November | November |
| Kw       | Mo       | Di       | Mi       | Do       | Fr       | Sa       | So       |
| -------- | -------- | -------- | -------- | -------- | -------- | -------- | -------- |
| 44       |          | 1        | 2        | 3        | 4        | 5        | 6        |
| 45       | 7        | 8        | 9        | 10       | 11       | 12       | 13       |
| 46       | 14       | 15       | 16       | 17       | 18       | 19       | 20       |
| 47       | 21       | 22       | 23       | 24       | 25       | 26       | 27       |
| 48       | 28       | 29       | 30       |          |          |          |          |

| Dezember | Dezember | Dezember | Dezember | Dezember | Dezember | Dezember | Dezember |
| Kw       | Mo       | Di       | Mi       | Do       | Fr       | Sa       | So       |
| -------- | -------- | -------- | -------- | -------- | -------- | -------- | -------- |
| 48       |          |          |          | 1        | 2        | 3        | 4        |
| 49       | 5        | 6        | 7        | 8        | 9        | 10       | 11       |
| 50       | 12       | 13       | 14       | 15       | 16       | 17       | 18       |
| 51       | 19       | 20       | 21       | 22       | 23       | 24       | 25       |
| 52       | 26       | 27       | 28       | 29       | 30       | 31       |          |

## Ereignisse

### Politik und Weltgeschehen

#### Texanischer Unabhängigkeitskrieg

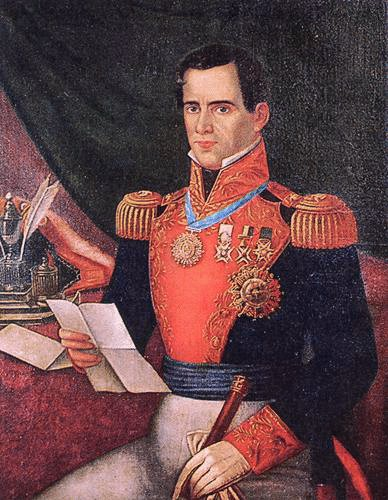
Antonio López de Santa Anna, Porträt, Mitte 19. Jh.

- 23. Februar: Die mexikanische Armee unter General Antonio López de Santa Anna beginnt mit der Belagerung des Forts Alamo in San Antonio, in dem sich aufständische Texaner verschanzt haben, unter ihnen der Kommandant Oberstleutnant William Travis, der knapp 40-jährige Abenteurer James (Jim) Bowie und der 49-jährige Kriegsheld und Politiker Davy Crockett.
- 2. März: Texas erklärt sich für unabhängig von Mexiko.
- 6. März: Nach einer 13 Tage dauernden Schlacht gegen eine Übermacht der mexikanischen Armee von 3.000 Kämpfern werden die 189 Freiwilligen der Texaner bei Alamo geschlagen und das Fort eingenommen.
- 27. März: Im Texanischen Unabhängigkeitskrieg befiehlt der mexikanische General Antonio López de Santa Anna das Massaker von Goliad, das etwa 342 gefangene Texaner das Leben kostet.

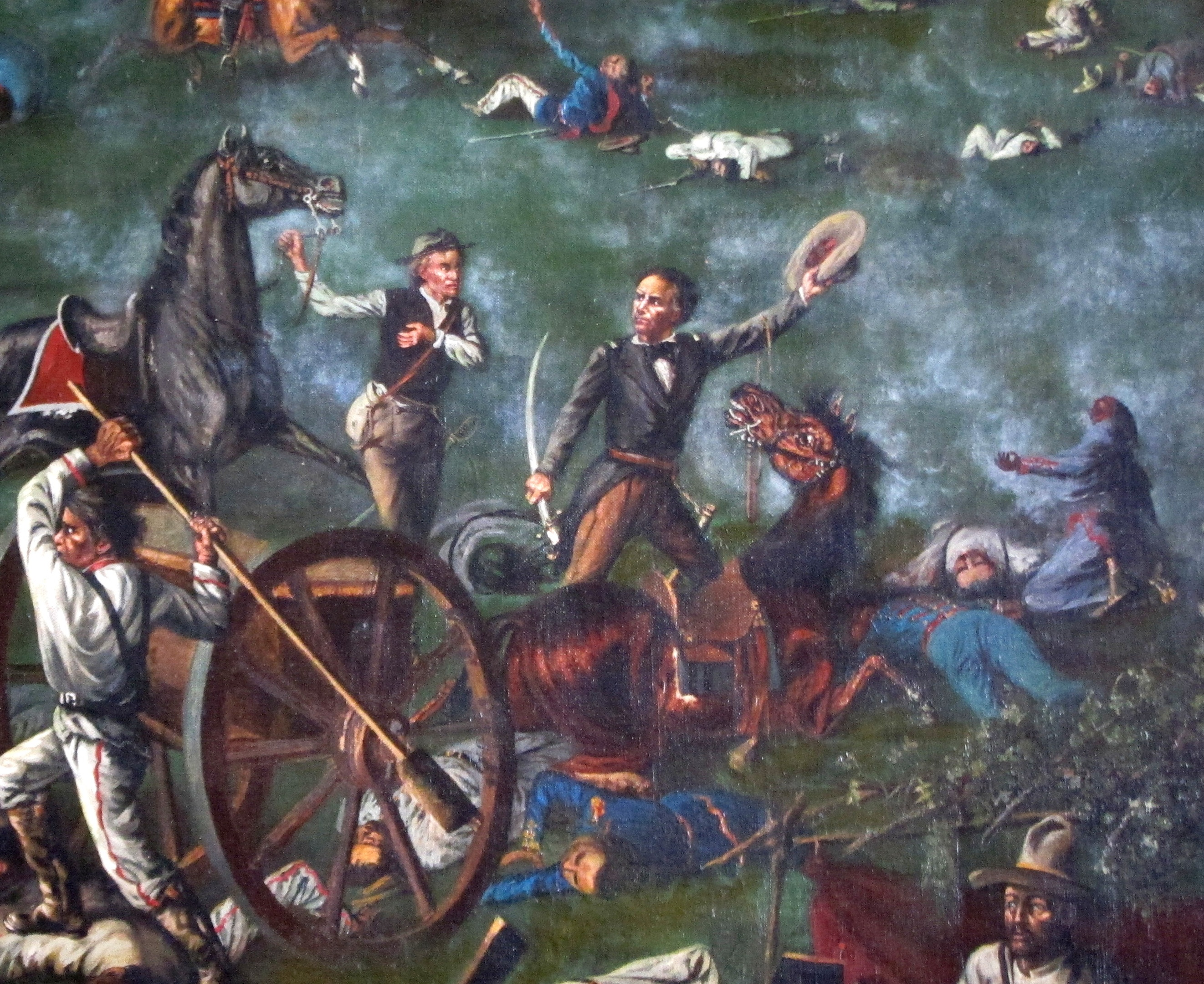
Sam Houston in der Schlacht von San Jacinto, Detail eines Gemäldes von Harry A. McArdle, 1895

- 21. April: In der 18 Minuten dauernden Schlacht von San Jacinto in der Nähe des heutigen La Porte erkämpft sich Texas die Unabhängigkeit von Mexiko. Antonio López de Santa Anna wird am nächsten Tag gefangen genommen und gerät in Kriegsgefangenschaft.
- 14. Mai: Präsident Santa Anna unterzeichnet den Vertrag von Velasco, in dem er sich verpflichtet, seine Truppen von texanischem Boden zurückzuziehen und sich – im Gegenzug zu einem sicheren Geleit zurück nach Mexiko – dort für die Anerkennung der neuen Republik Texas einzusetzen. Der freie Abzug wird jedoch nicht realisiert und Santa Anna für sechs Monate als Kriegsgefangener inhaftiert. Während dieser Zeit wird er von seiner Regierung zu Hause abgesetzt und alle Abkommen, die er unterzeichnen würde, für ungültig erklärt.

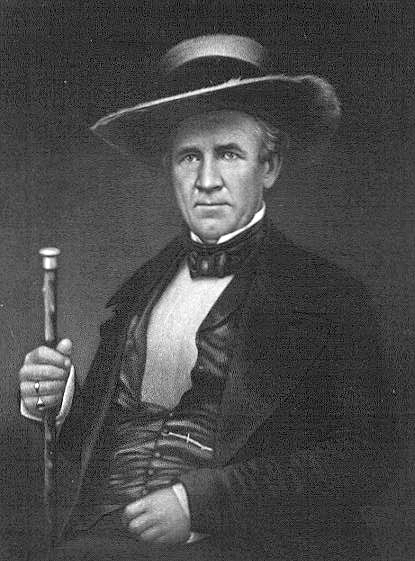
Sam Houston

- 5. September: Sam Houston wird erster gewählter Präsident der Republik Texas.

#### Vereinigte Staaten von Amerika
- 28. März: Der Vertrag von Washington wird von Henry Schoolcraft, einem Indianerkommissar der Vereinigten Staaten, und mehreren Abgeordneten der Ottawa und Anishinabe geschlossen und am 27. Mai ratifiziert. Mit diesem Vertrag treten die Stämme ein Gebiet, das ungefähr 13.837.207 Acre (55.997 km²) im nordwestlichen Teil der Unteren Halbinsel von Michigan umfasst, und den östlichen Teil der Oberen Halbinsel von Michigan ab.

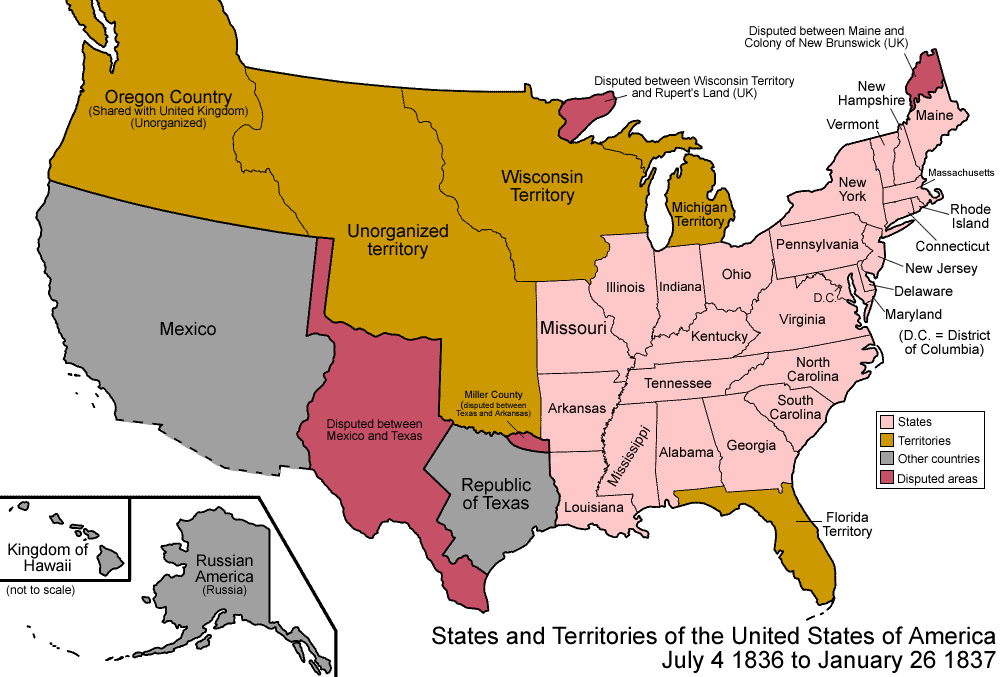
Vereinigte Staaten 1836–37

- 20. April: Der US-Kongress beschließt die Schaffung des Wisconsin-Territoriums, bestehend aus den heutigen Staaten Wisconsin, Minnesota, Iowa und einen Teil von North Dakota und South Dakota nördlich des Missouri Rivers. Das Gebiet wird vom Michigan-Territorium abgespalten, dessen verbleibender Teil im folgenden Jahr als Bundesstaat in die Union aufgenommen werden soll. Die Abspaltung des neuen Territoriums tritt am 3. Juli in Kraft. Die ursprüngliche Hauptstadt Belmont wird bereits im Oktober durch Madison abgelöst.
- 23. Mai: Der im Vorjahr mit einigen nicht offiziell legitimierten Mitgliedern der Cherokee ausgehandelte Vertrag von New Echota, der die Umsiedlung der ansässigen Indianerstämme östlich des Mississippi Rivers regelt, wird ratifiziert.
- 15. Juni: Arkansas wird 25. Bundesstaat der Vereinigten Staaten.
- 3. November bis 7. Dezember: Der bisherige Vizepräsident Martin van Buren von der Demokratischen Partei gewinnt die Präsidentschaftswahl in den Vereinigten Staaten 1836 gegen mehrere Kandidaten der Whigs. Sein Vizepräsidentschaftskandidat ist Richard Mentor Johnson.
- 7. bis 9. November: William L. Marcy gewinnt mit John Tracy als Running Mate die Gouverneurswahl in New York 1836.
- Mit dem Creek-Krieg beginnt ein weiterer Abschnitt der Indianerkriege.

#### Europa
- 16. Februar: Nach einem Bombenattentat auf König Louis-Philippe I. im Juli des Vorjahres werden Joseph Fieschi und zwei seiner Mitverschwörer in Paris mit der Guillotine hingerichtet.
- 6. Juni: Nach dem Tod von Anton wird dessen Neffe Friedrich August II. neuer König von Sachsen.
- 19. Juli: Die Conseil-Affäre kommt nach einem Auslieferungsbegehren des französischen Botschafters in der Schweiz ins Rollen.
- 9. September: Beginn der Septemberrevolution in Portugal. Die Cartisten verlieren zugunsten der Setembristen die Macht.
- 3. November: Fehlgeschlagener Aufstand der portugiesischen Königin Maria II. und konservativer Kräfte gegen die Regierung der Setembristen (Belenzada).
- Der Bund der Gerechten entsteht aus einer Abspaltung des Bundes der Geächteten.

#### Südamerika
- 15. August: Eine bolivianische Armee unter General Andrés de Santa Cruz marschiert in Perus Hauptstadt Lima ein. Die anschließende Bildung einer Konföderation wird zum Anlass für den Peruanisch-Bolivianischen Konföderationskrieg.

Flagge der Republik Piratini

- 11. September: Im Süden Brasiliens spaltet sich an der Grenze zu Uruguay die Republik Piratini ab. Sie wird in der Folge aber völkerrechtlich nicht anerkannt.

Flagge der Peruanisch-Bolivianischen Konföderation

- 28. Oktober: Die Republiken Nord-Peru und Süd-Peru bilden zusammen mit Bolivien die Peruanisch-Bolivianische Konföderation.
- 26. Dezember: Chile erklärt der Peruanisch-Bolivianischen Konföderation den Krieg. Es fühlt sich durch Pläne des bolivianischen Präsidenten Andrés de Santa Cruz bedroht, der mit dem Gedanken eines neuen Inkareiches liebäugelt. Argentinien schließt sich Chile am 19. Mai 1837 an und nimmt am Peruanisch-Bolivianischen Konföderationskrieg teil.

#### Australien
- 27. Juli: Die South Australian Company gründet die Siedlung Kingscote auf Kangaroo Island.
- 28. Dezember: Mit der Proklamation der Provinz South Australia mit der Hauptstadt Adelaide beginnt auch deren Besiedelung in der britischen Kolonie Australien.

#### Afrika
- 16. Oktober: Mit Winburg gründen die burischen Voortrekker unter Andries Hendrik Potgieter im Rahmen des Großen Trecks die erste Burenrepublik.
- In Gabun wird der Sklavenhandel offiziell verboten.

### Wirtschaft

#### Patentwesen
- 25. Februar: Samuel Colt erhält das Patent für den Revolver. Am 5. März gründet er die Patent Arms Manufacturing Company, in der er ab Ende des Jahres mit der Serienproduktion der No. 1 Ring Lever Rifle sowie des Colt Paterson Revolvers beginnt.
- 4. Juli: Das United States Patent and Trademark Office, das Patentamt der Vereinigten Staaten, wird auf Basis des Patentgesetzes von 1790 gegründet. Erster Leiter wird Henry Leavitt Ellsworth.
- 24. November: Caroline Eichler erhält ein preußisches Patent für ihre Handprothese, die erste brauchbare Eigenkraftprothese der oberen Extremität.

#### Unternehmensgründungen
- 1. Januar: Die Schifffahrtsgesellschaft des Vierwaldstättersees wird gegründet.
- 24. September: In Aschaffenburg wird die Städtische Sparkasse gegründet.
- 20. Oktober: Der Uhrmacher Johann Friedrich Weule gründet das Unternehmen J. F. Weule.
- Michael Paqué gründet in St. Wendel die Brauerei Paqué.

#### Verkehr
- 1. Juli: Die Bauarbeiten für den Ludwig-Donau-Main-Kanal beginnen. Er soll als europäischer Schiffsweg Main und Donau verbinden.
- 8. Juli: Die Sächsische Dampfschiffahrt entsteht auf der Basis eines Privilegs, das König Friedrich August II. von Sachsen zwölf Dresdner Bürgern gewährt.
- 21. Juli: Die Champlain and St. Lawrence Railroad in Kanada wird offiziell eröffnet. Vier Tage später beginnt der reguläre Fahrbetrieb.
- 15. September: Die Tollwitz-Dürrenberger Eisenbahn wird eröffnet.

### Wissenschaft und Technik

#### Die Fahrt derBeagle
- 2. Oktober: Der Naturforscher Charles Darwin landet in Falmouth, England an Bord der Beagle nach 5-jähriger Reise. Seine Sammlung an Material und seine Eindrücke dieser Fahrt führen später zur Entwicklung der Evolutionstheorie.

#### Astronomie
- Der Astronom John Herschel entdeckt zahlreiche neue Nebel.

#### Lehre und Forschung
- Gründung Nationale Technische Universität Athen

### Kultur und Gesellschaft

#### Architektur und Bildende Kunst
- 29. Juli: Der Arc de Triomphe de l’Étoile auf dem Place d'Étoile in Paris wird 30 Jahre nach Baubeginn feierlich eingeweiht.
- 16. Oktober: In München werden die Sammlungen in der Pinakothek eröffnet.
- 25. Oktober: Der Obelisk von Luxor aus dem 13. Jahrhundert v. Chr., ein Geschenk von Muhammad Ali Pascha an König Louis-Philippe I., wird auf dem Place de la Concorde in Paris aufgestellt.
- Carl Friedrich Lessing malt in Öl auf Leinwand Die Hussitenpredigt.

#### Musik und Theater
- 4. Februar: Am Teatro La Fenice in Venedig findet mit Erfolg die Uraufführung der Oper Belisario von Gaetano Donizetti statt. Das Libretto stammt von Salvatore Cammarano. Die Hauptrollen singen Celestino Salvatori und Caroline Unger.
- 29. Februar: An der Grand Opéra Paris wird die Große Oper Les Huguenots von Giacomo Meyerbeer uraufgeführt. Das Libretto stammt von Eugène Scribe und Émile Deschamps.
- 22. März: Die Oper I briganti von Saverio Mercadante nach dem Drama Die Räuber von Friedrich Schiller wird am Théâtre-Italien in Paris uraufgeführt.
- 8. April: Die Uraufführung der Oper Alice von Friedrich von Flotow findet im Hôtel Castellane in Paris statt.
- 19. April: Die Komödie Der Revisor von Nikolai Gogol hat ihre Uraufführung am Alexandrinski-Theater in Sankt Petersburg.
- 20. April: Die Stadt Busseto stellt den jungen Giuseppe Verdi als Musikdirektor ein.
- 6. Mai: Die beiden Nachtwandler, eine Posse mit Gesang von Johann Nestroy,  wird am Theater an der Wien bei Wien uraufgeführt.
- 22. Mai: Paulus, das erste Oratorium von Felix Mendelssohn Bartholdy wird beim Niederrheinischen Musikfest in Düsseldorf uraufgeführt. Am 3. Oktober wird es in Liverpool von Sir George Smart erstmals in der englischen Fassung dirigiert.
- 26. Mai: Uraufführung der Oper The Maid of Artois von Michael William Balfe im Drury Lane Theatre in London
- 23. Juli: Die Posse mit Gesang Der Affe und der Bräutigam von Johann Nestroy wird am Theater an der Wien bei Wien uraufgeführt. Bei diesem Werk Nestroys handelt es sich um eine Arbeit im Auftrage seines Direktors Carl Carl, die dem berühmten Affendarsteller Eduard Klischnigg – zum ersten Male in Wien auftretend – Gelegenheit geben sollte, sich in seiner Paraderolle im Gorillakostüm zu präsentieren. Die zeitgenössischen Kritiker beschäftigen sich dementsprechend wesentlich mehr mit der Darstellungskunst Klischniggs als mit dem Stück.
- 13. Oktober: Uraufführung der Oper Le postillon de Lonjumeau (dt.: Der Postillon von Lonjumeau) von Adolphe Adam in Paris
- 30. Oktober: Uraufführung der komischen Oper Sérafine von Friedrich von Flotow in Royaumont
- 19. November: Die Oper L’assedio di Calais von Gaetano Donizetti mit einem Libretto von Salvatore Cammarano findet am Teatro San Carlo in Neapel statt. Sie handelt von der Opferbereitschaft einiger Einwohner bei der Belagerung von Calais im Jahr 1347 während des Hundertjährigen Krieges.
- 9. Dezember: Uraufführung der Oper Ein Leben für den Zaren (orig.: Iwan Susanin) von Michail Iwanowitsch Glinka an der Hofoper in Sankt Petersburg
- 21. Dezember: Uraufführung der Oper L’ambassadrice (dt.: Die Botschafterin) von Daniel-François-Esprit Auber an der Opéra-Comique in Paris
- Der Manövrier-Marsch wird auf Auftrag des Hofkriegsrates von Militärkapellmeister Andreas Nemetz für die k.k. Armee komponiert.

#### Sonstiges
- 16. Mai: Der US-amerikanische Schriftsteller Edgar Allan Poe heiratet seine 13 Jahre alte Cousine Virginia Clemm.
- 16. Juni: Nach dem Fischer das Wrack der 1545 untergangenen Mary Rose im Solent vor Portsmouth wiederentdeckt haben, beginnen die Tauchpioniere Charles Anthony Deane und John Deane das Wrack bis 1840 zu erkunden.
- Errichtung des Monopteros im Englischen Garten in München
- In Paris erscheint Le Palamède, die erste Schachzeitschrift.
- Die Historisch-politische Zeitschrift wird eingestellt.
- Drei Quäkerinnen gründen in Manhattan das Colored Orphan Asylum, eines der ersten Waisenhäuser der Vereinigten Staaten, das schwarze Kinder aufnimmt, deren Eltern gestorben oder nicht in der Lage sind, für sie zu sorgen.

### Religion
- 27. März: Sechs Jahre nach Gründung der Kirche Jesu Christi der Heiligen der Letzten Tage wird in Kirtland im US-Bundesstaat Ohio der erste Mormonen-Tempel geweiht.
- 18. Juni: Johann Albrecht Bengel kündigte für dieses Datum die Wiederkunft Christi an.
- 13. Oktober: Pastor Theodor Fliedner gründet in Kaiserswerth das erste Diakonissenhaus der Neuzeit.
- Der buddhistische Foguang-Tempel in Yunnan wird erbaut.

### Katastrophen
- 27. Dezember: In Großbritannien geht die bisher schlimmste Lawine bei Lewes (Sussex) nieder. Sie verschüttet 15 Menschen, von denen acht sterben.

### Sport
- 16. Juli: In Hamburg wird mit dem Hamburger Ruder Club der erste Ruderverein Deutschlands gegründet. Zu den Gründern gehören Johann Gustav Heckscher, Edgar Daniel Roß, Carl Hermann Merck, Ernst Merck, Johan Cesar Godeffroy, Edward Sieveking und Carl Sillem.
- In Aintree bei Liverpool findet das erste Grand National Hunt Handicap Horse Race statt.

## Geboren

### Januar/Februar
- 01. Januar: Carleton Hunt, US-amerikanischer Politiker († 1921)
- 02. Januar: Mendele Moicher Sforim, jüdischer Schriftsteller († 1917)
- 03. Januar: Sakamoto Ryōma, japanischer Samurai und Reformer († 1867)
- 04. Januar: Anna Maria Maximiliane Stephania Karoline Johanna Luisa Xaveria Nepomucena Aloysia Benedicta, Erbgroßherzogin der Toskana († 1859)
- 08. Januar: Lawrence Alma-Tadema, niederländischer Maler und Zeichner († 1912)
- 10. Januar: Charles Ingalls, Vater von Laura Ingalls Wilder († 1902)
- 13. Januar: Giuseppe Abbati, italienischer Maler († 1868)
- 13. Januar: Marie Jeanneret, Schweizer Serienmörderin († 1884)
- 14. Januar: Henri Fantin-Latour, französischer Maler und Lithograph († 1904)
- 16. Januar: Franz II., König von Sizilien und Neapel († 1894)
- 17. Januar: José White Lafitte, kubanischer Geiger und Komponist († 1918)
- 18. Januar: Thomas Jordan Jarvis, US-amerikanischer Politiker († 1915)
- 19. Januar: Gottlieb von Haeseler, preußischer Generalfeldmarschall († 1919)
- 20. Januar: Robert Beaven, kanadischer Politiker († 1920)
- 21. Januar: Thomas M. Anderson, US-amerikanischer Offizier († 1917)
- 23. Januar: Gustav von Oertzen, deutscher Kolonialbeamter († 1911)
- 26. Januar: Lucius Frederick Hubbard, US-amerikanischer Politiker († 1913)
- 27. Januar: Leopold von Sacher-Masoch, österreichischer Schriftsteller († 1895)
- 28. Januar: Theodor Weber, Bischof der Alt-katholischen Kirche in Deutschland († 1906)
- 29. Januar: Ferdinand Dessoir, deutscher Schauspieler († 1892)
- 30. Januar: J. Warren Keifer, US-amerikanischer Politiker († 1932)
- 04. Februar: Paul Barbe, französischer Politiker und Industrieller († 1890)
- 04. Februar: Ferdinand Janner, deutscher römisch-katholischer Theologe und Pädagoge († 1895)
- 06. Februar: Maria Gugelberg von Moos, Schweizer Botanikerin († 1918)
- 09. Februar: Peter Heinrich Brincker, deutscher Missionar in Deutsch-Südwestafrika († 1904)
- 10. Februar: E. Stevens Henry, US-amerikanischer Politiker († 1921)
- 11. Februar: Otto Karlowa, deutscher Rechtswissenschaftler, Rechtshistoriker und Romanist († 1904)
- 17. Februar: Gustavo Adolfo Bécquer, spanischer Schriftsteller († 1870)
- 17. Februar: Franz Hipler, deutscher Historiker, Theologe, Regens und Professor († 1898)
- 20. Februar: Lewis C. Carpenter, US-amerikanischer Politiker († 1908)
- 21. Februar: Emil Hartmann, dänischer Komponist († 1898)
- 21. Februar: Léo Delibes, französischer Komponist († 1891)
- 24. Februar: Winslow Homer, US-amerikanischer Maler († 1910)
- 25. Februar: Pauline von Metternich, österreichische Salonnière († 1921)
- 26. Februar: Theodor Deppe, deutscher Lehrer und Heimatforscher († 1916)
- 28. Februar: Karl Attenhofer, schweizerischer Jurist und Bundesrichter († 1906)

### März/April
- 02. März: John W. Foster, US-amerikanischer Politiker († 1917)
- 02. März: Theodor Nöldeke, deutscher Orientalist († 1930)
- 03. März: Jefferson F. Long, US-amerikanischer Politiker († 1901)
- 11. März: Wilhelmine von Hillern, deutsche Schauspielerin und Schriftstellerin († 1916)
- 12. März: Rudolph Melchior, deutsch-US-amerikanischer Kunsthandwerker († 1867)
- 17. März: Lucian Müller, deutscher klassischer Gelehrter († 1898)
- 23. März: Hans von Kaltenborn-Stachau, preußischer General der Infanterie und Kriegsminister († 1898)
- 23. März: Constantin Uhde, Architekt und Dozent am Collegium Carolinum in Braunschweig († 1905)
- 25. März: George A. Jenks, US-amerikanischer Jurist und Politiker († 1908)
- 25. März: Julius Lott, österreichischer Eisenbahnpionier und Baubeamter († 1883)
- 25. März: Eduard Scheve, deutscher Baptistenprediger († 1909)
- 25. März: Julius Weingarten, deutscher Mathematiker († 1910)
- 26. März: Paul Carl Beiersdorf, deutscher Apotheker und Firmengründer († 1896)
- 30. März: Carl Ferdinand von Stumm-Halberg, deutscher Politiker und Industrieller († 1901)
- 04. April: Charles Jerome Hopkins, US-amerikanischer Komponist († 1898)
- 08. April: Kittredge Haskins, US-amerikanischer Politiker († 1916)
- 10. April: Carl Abegg-Arter, Schweizer Rohseidenhändler und Bankier († 1912)
- 15. April: George Engel, deutscher Anarchist († 1887)

### Mai/Juni
- 06. Mai: Max Eyth, deutscher Ingenieur und Schriftsteller († 1906)
- 07. Mai: Euphrosyne Parepa-Rosa, englische Opernsängerin († 1874)
- 08. Mai: Sophus Schandorph, dänischer Schriftsteller († 1901)
- 09. Juni: Elizabeth Garrett Anderson, britische Ärztin und Dekanin († 1917)
- 12. Mai: Harrison Kelley, US-amerikanischer Politiker († 1897)
- 14. Mai: Wilhelm Steinitz, österreichischer Schachspieler aus Böhmen († 1900)
- 17. Mai: Joseph Norman Lockyer, englischer Astronom († 1920)
- 20. Mai: Henri Ernest Moltzer, niederländischer Niederlandist und Literaturwissenschaftler († 1895)
- 23. Mai: James Castle, US-amerikanischer Politiker († 1903)
- 24. Mai: William W. Grout, US-amerikanischer Politiker († 1902)
- 27. Mai: Jay Gould, US-amerikanischer Investor und Unternehmer († 1892)
- 28. Mai: Alexander Mitscherlich, deutscher Chemiker und Erfinder († 1918)
- 28. Mai: Buren Sherman, US-amerikanischer Politiker († 1904)
- 30. Mai: Édouard Blau, französischer Librettist und Schriftsteller († 1906)
- 31. Mai: Jules Chéret, französischer Lithograph († 1932)
- 31. Mai: Max Weber senior, deutscher Jurist, Kommunalbeamter sowie nationalliberaler Politiker. († 1897)
- 06. Juni: Eugene Hale, US-amerikanischer Politiker († 1918)
- 10. Juni: August Overweg, deutscher Politiker und Sohn von Carl Overweg († 1909)
- 15. Juni: Wilhelm Lauser, deutscher Publizist und Historiker († 1902)
- 19. Juni: Legrand W. Perce, US-amerikanischer Politiker († 1911)
- 22. Juni: Édouard-Adolphe Cantel, französischer Geistlicher und römisch-katholischer Bischof von Oran († 1910)
- 24. Juni: Adolf Brecher, deutscher Pädagoge und Historiker († 1901)
- 24. Juni: Sarah Monod, französische Feministin († 1912)
- 28. Juni: Lyman J. Gage, US-amerikanischer Politiker († 1927)

### Juli/August
- 02. Juli: Ludwig Schnorr von Carolsfeld, deutscher Opernsänger († 1865)
- 03. Juli: Emil Jacobsen, deutscher Chemiker und Schriftsteller († 1911)
- 08. Juli: Joseph Chamberlain, britischer Staatsmann († 1914)
- 09. Juli: Camille de Renesse, belgischer Graf († 1904)
- 11. Juli: Heinrich Böckeler, deutscher Priester und Kirchenmusiker († 1899)
- 11. Juli: Antônio Carlos Gomes, brasilianischer Komponist († 1896)
- 11. Juli: Solomon L. Hoge, US-amerikanischer Politiker († 1909)
- 20. Juli: Thomas Clifford Allbutt, englischer Arzt († 1925)
- 21. Juli: Richard von Heydebreck, preußischer Generalmajor († 1910)
- 24. Juli: Johannes Christoph Achelis, deutscher Kaufmann und Unternehmer († 1913)
- 24. Juli: Anthony Evelyn Melbourne Ashley, britischer Schriftsteller und Politiker († 1907)
- 26. Juli: Marie Geistinger, österreichische Schauspielerin und Sängerin († 1903)
- 27. Juli: Heinrich Steinhausen, deutscher Schriftsteller († 1917)
- 29. Juli: Wilhelm Kress, deutscher Flugpionier und Konstrukteur († 1913)
- 03. August: Greene Vardiman Black, US-amerikanischer Professor der Zahnheilkunde († 1915)
- 06. August: Petrus von Hötzl, von 1895 bis 1902 Bischof von Augsburg († 1902)
- 11. August: Cato Maximilian Guldberg, norwegischer Mathematiker und Chemiker († 1902)
- 13. August: Nikolai von Japan, orthodoxer Erzbischof von Tokio und Japan († 1912)
- 15. August: Ernest Blum, französischer Dramatiker und Librettist († 1907)
- 16. August: Eugen Petersen, deutscher Archäologe († 1919)
- 19. August: Eugène Anthiome, französischer Komponist († 1916)
- 23. August: Marie Henriette von Österreich, Erzherzogin von Österreich u. königliche Prinzessin von Ungarn († 1902)
- 25. August: Bret Harte, US-amerikanischer Schriftsteller († 1902)
- 27. August: Albrecht Roscher, deutscher Geograph und Afrikaforscher († 1860)

### September/Oktober
- 02. September: Anton Braith, deutscher Tier- und Landschaftsmaler († 1905)
- 04. September: Henry Dickerson McDaniel, US-amerikanischer Politiker († 1926)
- 07. September: August Toepler, Chemiker, Entwickler der Schlierenfotografie († 1912)
- 07. September: Henry Campbell-Bannerman, britischer Politiker und Regierungschef († 1908)
- 09. September: August Friedrich Viehweger, deutscher Architekt († 1919)
- 10. September: Joseph Wheeler, US-amerikanischer Politiker und General der Konföderation († 1906)
- 11. September: Fitzhugh Ludlow, US-amerikanischer Schriftsteller († 1870)
- 14. September: Pierre Montée, französischer Literaturwissenschaftler († 1879)
- 14. September: Alfred P. Swineford, US-amerikanischer Politiker († 1909)
- 19. September: Karl Merz, US-amerikanischer Komponist († 1890)
- 20. September: August Kotzsch, deutscher Fotograf († 1910)
- 24. September: Pablo Arosemena Alba, panamaischer Staatspräsident († 1920)
- 000September: Caesar Carpentier Antoine, US-amerikanischer Politiker († 1921)
- 03. Oktober: Jean-Edouard Barde, Schweizer evangelischer Geistlicher und Hochschullehrer († 1904)
- 04. Oktober: Juliette Adam, französische Schriftstellerin, Polemikerin, republikanische Salonnière und Frauenrechtlerin († 1936)
- 04. Oktober: Konstantin Karlowitsch Albrecht, russischer Komponist († 1893)
- 04. Oktober: Piet Cronjé, Kommandeur der Buren im Ersten und Zweiten Burenkrieg († 1911)
- 05. Oktober: Enomoto Takeaki, japanischer Admiral († 1908)
- 06. Oktober: Madison Miner Walden, US-amerikanischer Politiker († 1891)
- 06. Oktober: Heinrich Wilhelm Waldeyer, deutscher Anatom († 1921)
- 07. Oktober: Theodore Weld Burdick, US-amerikanischer Politiker († 1898)
- 08. Oktober: Leon Abbett, US-amerikanischer Politiker († 1894)
- 10. Oktober: William D. Hoard, US-amerikanischer Politiker († 1918)
- 14. Oktober: Johann Daniel Eckhardt, deutscher Arbeiterführer († 1896)
- 15. Oktober: Wilhelm Holtz, deutscher Physiker und Erfinder († 1913)
- 15. Oktober: James Tissot, französischer Maler († 1902)
- 16. Oktober: Albert S. Marks, US-amerikanischer Politiker († 1891)
- 18. Oktober: Peter Auzinger, bayrischer Schauspieler und Mundartdichter († 1914)
- 19. Oktober: Heinrich Ludwig Oskar Ackermann, deutscher Theologe († 1913)
- 21. Oktober: Adolf Schwarz, österreich-ungarischer Schachmeister († 1910)
- 26. Oktober: Thomas A. Osborn, US-amerikanischer Politiker († 1898)
- 26. Oktober: Nathaniel Meyer von Rothschild, österreichischer Kunstsammler, Bauherr, Blumenzüchter und Mäzen († 1905)
- 28. Oktober: James Edward Tierney Aitchison, englischer Arzt, Botaniker, Pflanzensammler und Reisender († 1898)
- 31. Oktober: Jørgen Malling, dänischer Komponist († 1905)

### November/Dezember
- 01. November: George E. Spencer, US-amerikanischer Politiker († 1893)
- 02. November: Michał Elwiro Andriolli, polnischer Maler und Architekt († 1893)
- 04. November: Charles Bartlett Andrews, US-amerikanischer Politiker († 1902)
- 08. November: Milton Bradley, US-amerikanischer Zeichner, Lithograph, Patentanwalt, Erfinder, Spielehersteller († 1911)
- 08. November: Severiano de Heredia, französischer Politiker († 1901)
- 10. November: Andrés Avelino Cáceres, peruanischer General und Präsident von Peru († 1923)
- 12. November: Samuel David, französischer Komponist († 1895)
- 13. November: Jarosław Dąbrowski, polnischer revolutionärer Demokrat, Oberbefehlshaber der Pariser Kommune († 1871)
- 16. November: Emmanuel Pettavel, Schweizer evangelischer Geistlicher und Hochschullehrer († 1910)
- 17. November: Franz Brümmer, deutscher Lehrer und Lexikograph († 1923)
- 18. November: William Schwenck Gilbert, englischer Schriftsteller, Dramatiker und Librettist († 1911)
- 18. November: Máximo Gómez, kubanischer General der Unabhängigkeitskriege 1868 bis 1898 († 1905)
- 24. November: Ludwig Gottsleben, österreichischer Schauspieler und Schriftsteller († 1911)
- 24. November: Johan Storm, norwegischer Sprachforscher († 1920)
- 01. Dezember: Rudolph von Roman, Regierungspräsident von Oberfranken († 1917)
- 02. Dezember: Moritz Bräuninger, deutscher Missionar, eventuell Märtyrer († 1860)
- 04. Dezember: Edward Arber, englischer Gelehrter und Autor († 1912)
- 04. Dezember: Charles Augustus Semlin, kanadischer Politiker († 1927)
- 13. Dezember: Franz von Lenbach, deutscher Maler († 1904)
- 14. Dezember: John R. Goodin, US-amerikanischer Politiker († 1885)
- 15. Dezember: Edward Murphy, US-amerikanischer Politiker († 1911)
- 15. Dezember: Eduard von Rindfleisch, deutscher Mediziner und Pathologe († 1908)

Ernst von Bergmann

- 16. Dezember: Ernst von Bergmann, deutsch-baltischer Chirurg und Professor der Medizin († 1907)
- 21. Dezember: Ernst Camerer, deutscher Rechtsanwalt und Vereinsfunktionär († 1919)
- 21. Dezember: Auguste Chantre, Schweizer evangelischer Geistlicher und Hochschullehrer († 1912)
- 23. Dezember: Werner Fritze, deutscher Kaufmann, Königlicher Kommerzienrat und Kommunalpolitiker († 1925)
- 24. Dezember: Stella Blandy, französische Schriftstellerin, Übersetzerin und Feministin († 1925)
- 25. Dezember: Lucien C. Gause, US-amerikanischer Politiker († 1880)
- 29. Dezember: Georg Schweinfurth, deutscher Afrikaforscher († 1925)

### Genaues Geburtsdatum unbekannt
- Ernst Julius Engelhardt, deutscher Theaterschauspieler († 1889)

## Gestorben

### Januar bis April
- 05. Januar: Johann Viktor Gruol der Ältere, deutscher Orgelbauer (* 1766)
- 12. Januar: Gerhard Vieth, deutscher Turnpädagoge (* 1763)
- 16. Januar: Joseph Lagrange, französischer General (* 1763)
- 27. Januar: Rudolf Fürst Kinsky, böhmischer Adliger (* 1802)
- 28. Januar: Marie von Clausewitz, Ehefrau des preußischen Generals und Militärtheoretikers Carl von Clausewitz (* 1779)
- 30. Januar: Betsy Ross, US-amerikanische Hauswirtschafterin, nähte angeblich die erste Flagge der USA (* 1752)
- 31. Januar: John Cheyne, schottischer Arzt (* 1777)
- 02. Februar: Laetitia Ramolino, korsische Adelige, Stammmutter der Bonaparte-Familie (* 1750)
- 03. Februar: Leopold Wilhelm von Dobschütz, preußischer General der Kavallerie (* 1763)
- 03. Februar: John B. Earle, US-amerikanischer Politiker (* 1766)
- 03. Februar: Johann August Görenz, deutscher Pädagoge und Bibliothekar (* 1765)
- 17. Februar: Hubert Auer, Fürstbischöflicher Delegat, Propst und Dompropst (* 1780)
- 19. Februar: Joseph Fieschi, korsischer Hirte und Attentäter (* 1790)
- 19. Februar: Felipe Santiago de Salaverry, peruanischer Staatspräsident (* 1806)
- 25. Februar: Bolling Hall, US-amerikanischer Politiker (* 1767)
- 24. Februar: Dániel Berzsenyi, ungarischer Dichter (* 1776)
- 27. Februar: Gustav Bunsen, deutscher Chirurg und Freiheitskämpfer (* 1804)
- 28. Februar: Friedrich August Grotefend, deutscher Altphilologe (* 1798)
- 02. März: Heinrich Andriano, deutscher Kaufmann und Politiker (* 1774)
- 03. März: Cayetano Carreño, venezolanischer Komponist (* 1774)
- 06. März: Johann Ludwig von Bourscheid, deutscher Rittergutsbesitzer, Offizier und Politiker (* 1763)
- 06. März: James Bowie, texanischer Revolutionär (* 1796)
- 06. März: Davy Crockett, US-amerikanischer Politiker und Kriegsheld (* 1786)
- 06. März: William Travis, texanischer Nationalheld (* 1809)
- 08. März: Joseph Gist, US-amerikanischer Politiker (* 1775)
- 10. März: Antoine Louis Claude Destutt de Tracy, französischer Philosoph (* 1754)
- 13. März: Adolf Stieler, Hofbeamter, Kartograf (* 1775)
- 23. März: John Bell, US-amerikanischer Politiker (* 1765)
- 29. März: Joseph Hammons, US-amerikanischer Politiker (* 1787)
- 07. April: William Godwin, englischer Schriftsteller (* 1756)
- 08. April: Johann Georg Heinrich von Ammon, preußischer Beamter (* 1760)
- 09. April: Karl Wichmann, deutscher Bildhauer (* 1775)
- 20. April: Johann I. Josef, österreichischer Feldmarschall (* 1760)
- 20. April: Friedrich Wilhelm von Ketelhodt, deutscher Jurist, Diplomat und Kanzler von Schwarzburg-Rudolstadt (* 1766)
- 20. April: Juan Egaña Risco, chilenischer Präsident (* 1768)
- 24. April: Firmin Didot, französischer Typograph und Schriftsteller (* 1764)
- 24. April: Hans zu Rantzau, dänischer Generalkriegskommissar (* 1764)

### Mai bis August
- 01. Mai: Richard Irvine Manning, US-amerikanischer Politiker (* 1789)
- 03. Mai: Franz Aglietti, italienischer Arzt (* 1757)
- 04. Mai: Friedrich Hansmann, deutscher Chordirektor und Berliner Ehrenbürger (* 1769)
- 07. Mai: Norbert Burgmüller, deutscher Komponist (* 1810)
- 09. Mai: Caleb P. Bennett, US-amerikanischer Politiker (* 1758)
- 23. Mai: Edward Livingston, US-amerikanischer Außenminister (* 1764)
- 28. Mai: Anton Reicha, tschechischer Komponist und Professor (* 1770)
- 30. Mai: Christian Gottlieb Bruch, deutscher evangelischer Geistlicher (* 1771)
- 05. Juni: Hans Joachim Steinmann, Bürgermeister in St. Gallen (* 1769)
- 06. Juni: Anton, König von Sachsen (* 1755)
- 06. Juni: Luman Reed, US-amerikanischer Unternehmer und Kunstmäzen (* 1785)

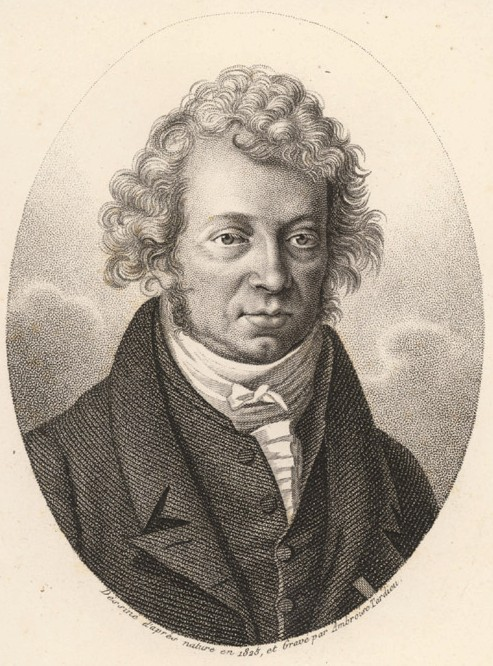
André-Marie Ampère

- 10. Juni: André-Marie Ampère, französischer Physiker und Mathematiker (* 1775)
- 11. Juni: Friedrich Bausback, deutscher Schriftsteller und Theologe (* 1811)
- 20. Juni: Emmanuel Joseph Sieyès, französischer Politiker (* 1748)
- 23. Juni: James Mill, englischer Historiker und Ökonom (* 1773)
- 24. Juni: Peter Joseph Triest, Kanoniker und Ordensgründer (* 1760)
- 26. Juni: Claude Joseph Rouget de Lisle, französischer Komponist, Dichter und Offizier (* 1760)

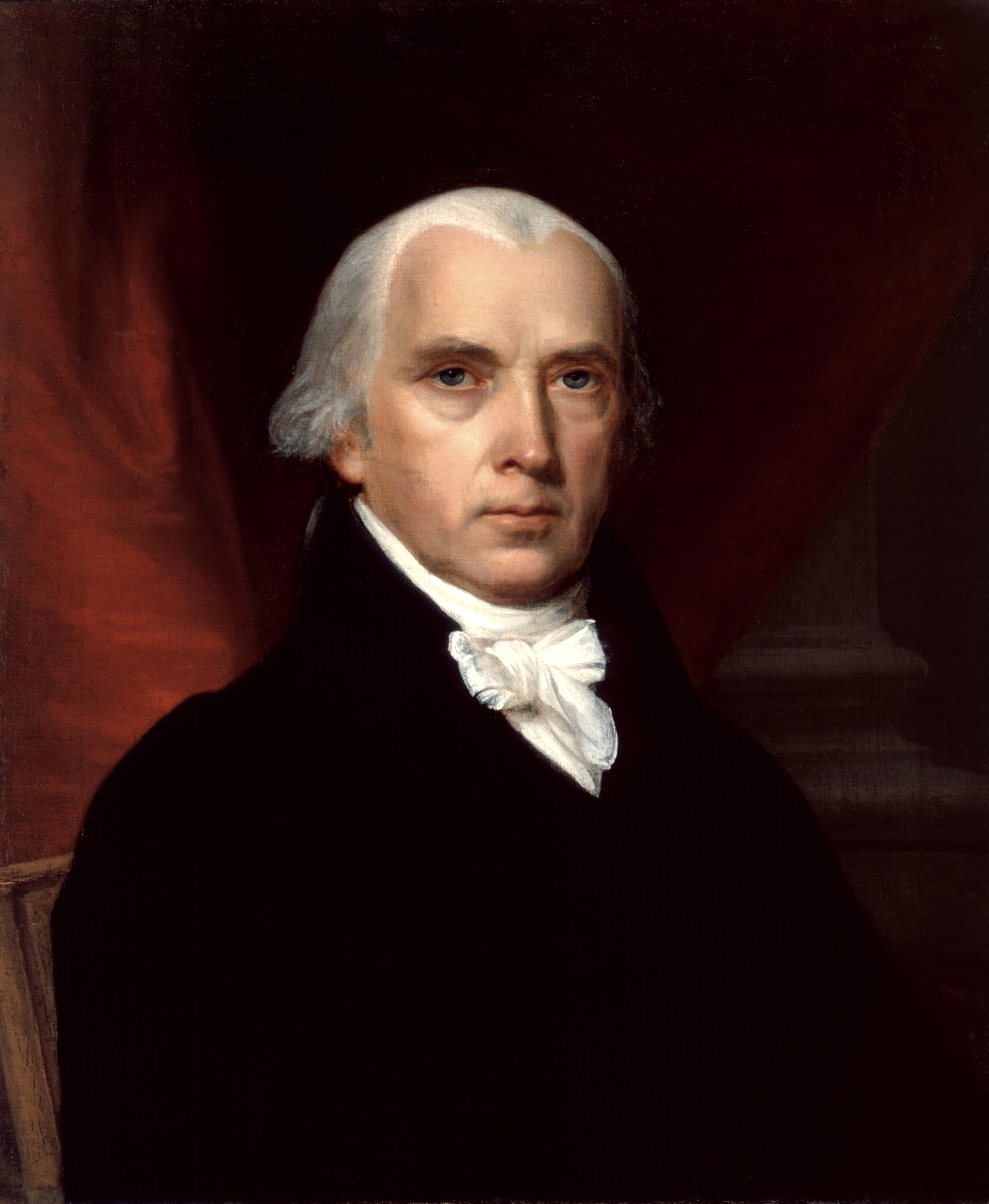
James Madison, 1816

- 28. Juni: James Madison, US-amerikanischer Präsident (* 1751)
- 02. Juli: Cesare Arici, italienischer Dichter (* 1782)
- 09. Juli: John Fabyan Parrott, US-amerikanischer Politiker (* 1767)
- 22. Juli: Karl von Müller-Friedberg, Schweizer Politiker, Diplomat und Staatsmann (* 1755)
- 24. Juli: Armand Carrel, französischer Publizist (* 1800)
- 28. Juli: Nathan Mayer Rothschild, Bankier (* 1777)
- 11. August: Eduard Harkort, deutscher Bergbauingenieur und Offizier (* 1797)
- 16. August: Marc-Antoine Parseval, französischer Mathematiker (* 1755)
- 17. August: Karl von Hessen-Kassel, hessischer Adliger (* 1744)
- 21. August: Claude Louis Marie Henri Navier, französischer Mathematiker und Physiker (* 1785)
- 21. August: Edward Turner Bennett, englischer Zoologe und Schriftsteller (* 1797)
- 25. August: Christoph Wilhelm Hufeland, deutscher Arzt (* 1762)
- 26. August: William Elford Leach, britischer Zoologe und Meeresbiologe (* 1790)

### September bis Dezember
- 02. September: William Henry, englischer Chemiker (* 1774)
- 05. September: Ferdinand Maria Chotek von Chotkow, Erzbischof von Olmütz (* 1781)
- 05. September: Ferdinand Raimund, österreichischer Dramatiker (* 1790)
- 09. September: Adam Joseph Onymus, deutscher katholischer Geistlicher und Hochschullehrer (* 1754)
- 12. September: Christian Dietrich Grabbe, deutscher Dramatiker (* 1801)
- 14. September: Aaron Burr, US-amerikanischer Politiker und US-Vizepräsident (* 1756)
- 17. September: Antoine-Laurent de Jussieu, französischer Botaniker (* 1748)
- 19. September: Louise Humann, Freundin des Gründers der Kongregation Schwestern Unserer Lieben Frau von Sion (* 1766)
- 23. September: Maria Malibran, französische Opernsängerin (Mezzosopran) (* 1808)
- 04. Oktober: Johann Lukas Legrand, Schweizer Seidenfabrikant und Politiker (* 1755)
- 05. Oktober: Robert Henry Goldsborough, US-amerikanischer Politiker (* 1779)
- 16. Oktober: Friedrich Theodor Fröhlich, Schweizer Komponist (* 1803)
- 17. Oktober: George Colman der Jüngere, englischer Schriftsteller (* 1762)
- 17. Oktober: Orest Adamowitsch Kiprenski, russischer Maler (* 1782)
- 23. Oktober: Heinrich Behrmann, deutsch-dänischer Pädagoge, Sachbuchautor und Privatgelehrter (* 1770)
- 26. Oktober: Ludwig Erdwin Seyler, deutscher Kaufmann, Bankier und Politiker (* 1758)
- 29. Oktober: Johann Georg Friedrich Wendell, deutscher Buchdrucker und Zeitungsverleger (* 1774)
- 31. Oktober: Heinrich XIX., Fürst Reuß zu Greiz (* 1790)
- 06. November: Karel Hynek Mácha, tschechischer Dichter der Romantik (* 1810)

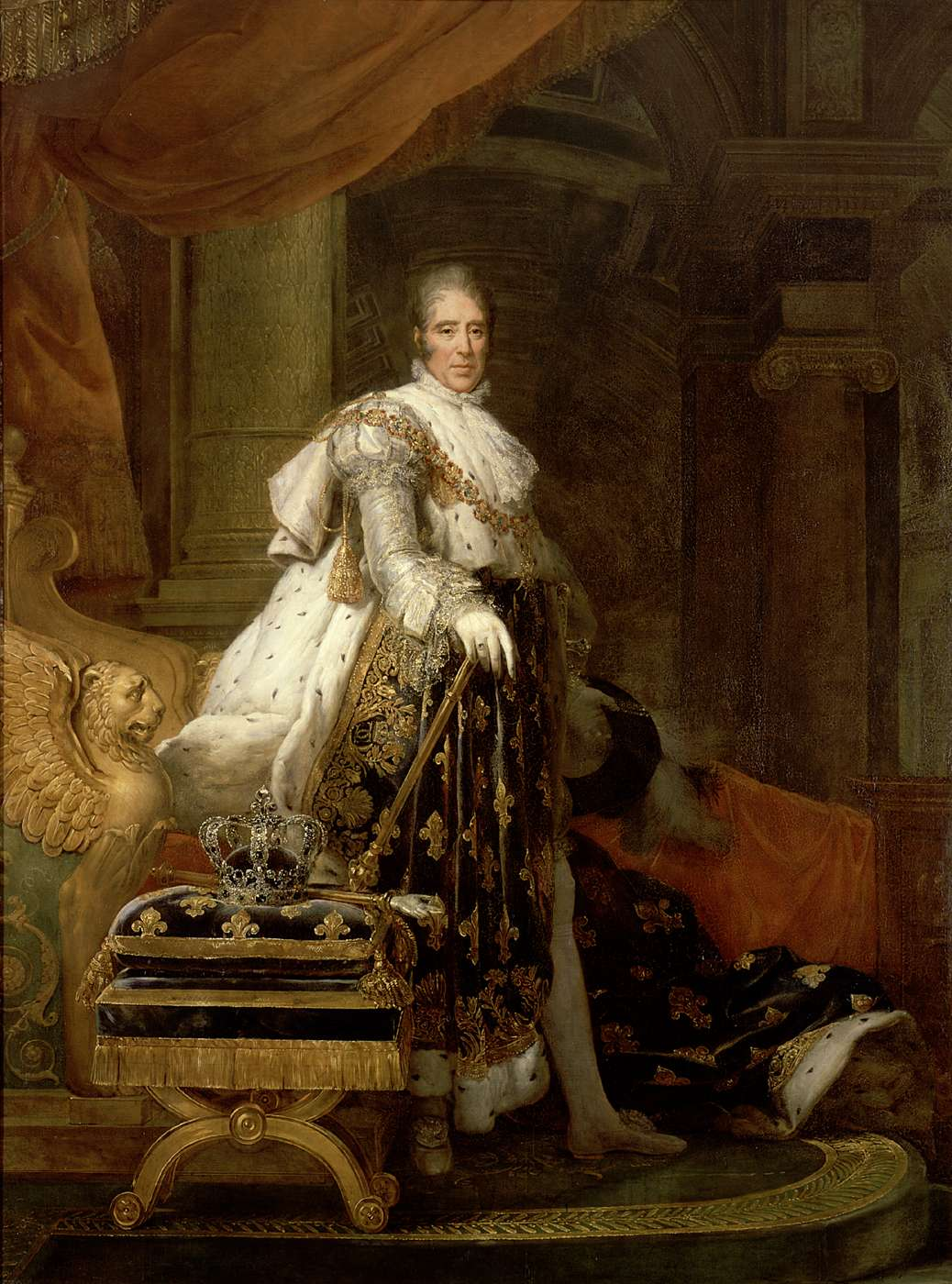
Karl X. von Frankreich

- 06. November: Karl X., König von Frankreich (* 1757)
- 09. November: James Pleasants, US-amerikanischer Politiker (* 1769)
- 10. November: Johannes Schulthess, Schweizer evangelischer Geistlicher und Hochschullehrer (* 1763)
- 16. November: Christian Hendrik Persoon, südafrikanischer Mykologe (* 1761)
- 17. November: Antoine Charles Horace Vernet, französischer Maler (* 1758)
- 22. November: Georg Friedrich Krause, preußischer Staatsrat und Forstwissenschaftler (* 1768)
- 22. November: Samuel Ludwig Löffler, deutscher Beamter (* 1769)
- 26. November: John Loudon McAdam, schottischer Ingenieur, erfand einen einfachen Straßenbelag (* 1756)
- 02. Dezember: Carl von Rosenstein, schwedischer lutherischer Theologe und Erzbischof von Uppsala (* 1766)
- 05. Dezember: David Christoph Huber, Schweizer evangelischer Geistlicher (* 1777)
- 07. Dezember: Rudolph Bärenhart, österreichischer Bildhauer (* 1814)
- 07. Dezember: Luise Friederike von Preußen, preußische Prinzessin (* 1770)
- 07. Dezember: Roberto Prádez y Gautier, Künstler und Lehrer für Taubstumme (* 1772)
- 10. Dezember: Friedrich von Warnstedt, dänischer Beamter (* 1785)
- 18. Dezember: Sophie Eleonore Friederike von Schleswig-Holstein-Sonderburg-Augustenburg, dänisch-deutsche Miniaturmalerin (* 1778)
- 24. Dezember: Francisco Espoz y Mina, spanischer Guerillaführer und General (* 1781)